# Parafia św. Andrzeja Boboli w Ulimiu
Parafia św. Andrzeja Boboli w Ulimiu – parafia rzymskokatolicka z siedzibą w Ulimiu, należąca do diecezji zielonogórsko-gorzowskiej, do dekanatu Gorzów Wielkopolski – Chrystusa Króla. W parafii posługują księża diecezjalni.